# Garbatka-Letnisko
Garbatka-Letnisko – wieś sołecka w Polsce położona w województwie mazowieckim, w powiecie kozienickim, w gminie Garbatka-Letnisko. Leży przy drodze krajowej nr 79.
Garbatka była wsią klasztoru benedyktynów sieciechowskich w województwie sandomierskim w ostatniej ćwierci XVI wieku. W latach 1954–1972 wieś należała i była siedzibą władz gromady Garbatka-Letnisko. W latach 1975–1998 miejscowość administracyjnie należała do województwa radomskiego, zaś przed 1975 r. do woj. kieleckiego.
Miejscowość jest siedzibą gminy Garbatka-Letnisko oraz rzymskokatolickiej parafii Nawiedzenia Najświętszej Maryi Panny.

## Historia
Na obszarze obecnej Garbatki Letnisko do XV w. istniały dwie miejscowości: sama Garbatka oraz Rambertów (różnie pisana: Rembiertów, Rambertów, Rembertów). O tej drugiej miejscowości wspomina przywilej jaki wydał książę Bolesław Wstydliwy klasztorowi sieciechowskiemu w 1252.
Pierwsza wzmianka o samej Garbatce w źródłach pisanych pochodzi z 1449. Jednak najważniejsze wzmianki występują w Liberum beneficjorum III 267 Jana Długosza, w dokumentach z lat 1497 i 1542 oraz radomskich księgach ziemskich z połowy XV w. W wieku tym Garbatka należała do rodziny Szlizów pieczętujących się herbem Awdaniec, a na przełomie XV i XVI w. przeszła w posiadanie rodu Kochanowskich. W XVI w. obie miejscowości Rambertów oraz Garbatka zostały połączone. W 1787 Garbatka liczyła 253 mieszkańców, w 1881 715 mieszkańców i 101 domów. W latach 1795–1809 Garbatka znajdowała się w zaborze austriackim, z kolei w latach 1815-1915 w zaborze rosyjskim. W XIX w. wieś należała do majoratu kozienickiego, którym władał gen. Iwan Dehn. W Garbatce w tym okresie mieszkał August Wilkoński (pisarz, demokrata i uczestnik powstania listopadowego), który razem z żoną Pauliną z Lauczów (pamiętnikarką) dzierżawił miejscowy folwark.
Na początku XX w. Garbatkę zamieszkiwało już 1331 osób, a w 1930 – 2000. W momencie wybuchu II wojny światowej miejscowość liczyła ponad 3500 mieszkańców. Rozwój miejscowości w końcu XIX w. i na początku XX w. był spowodowany budową kolei (1885) łączącej Zagłębie Dąbrowskie z Dęblinem. Już wówczas dzięki dogodnemu dojazdowi i niewielkiej odległości od Radomia w Garbatce zaczęły powstawać domy wypoczynkowe i letniskowe. Jeden z takich domów (1890) wybudował Antonis Jani, w sumie otworzył 4 takie pensjonaty oraz sklep, a następnie zaczął Garbatkę intensywnie reklamować jako miejscowość uzdrowiskową, co udało mu się znakomicie. Najpierw lekarze i ich pacjenci, a później i zwykli mieszkańcy Radomia, Dęblina oraz innych miast zaczęli tu spędzać wolny czas. Po kilku latach jednak Jani zrezygnował z prowadzenia pensjonatu i po sprzedaniu majątku założył fabrykę wyrobów cementowych. Po następnych kilku latach i ten interes sprzedał, a sam wyjechał w głąb Rosji i tam zmarł.
Najświetniejsze lata w historii Garbatki to okres międzywojenny. W tym czasie zasłynęła jako kurort letniskowy. Odwiedzały ją rzesze turystów, szczególnie z Radomia, Lublina i Warszawy. Liczba domów do wynajęcia wzrosła do 400. Zabudowania powstawały po obu stronach linii kolejowej. W 1921 Garbatka liczyła już 1739 mieszkańców, co świadczy o prężnym rozwoju miejscowości. Ważnym momentem w gospodarczo-ekonomicznej historii Garbatki jest utworzenie w 1923 Nadleśnictwa Garbatka. W okresie międzywojennym na obszarze Puszczy Kozienickiej rozwinął się przemysł drzewny. W tym czasie w Garbatce znajdował się już tartak trzytraktowy o mocy przetarcia 15 tys. m² razem ze stolarnią mebli. Wpłynęło to na rozwój przemysłu chemicznego (destylarnia żywicy).
Na początku lat 20. XX w. przebudowano spichlerz zbożowy na kaplicę, do której w 1926 dobudowano prezbiterium, a w trzy lata później kruchtę. W 1926 powstał też miejscowy Komitet Budowy Kościoła. Przez następne 3 lata, wspólnym trudem wszystkich mieszkańców udało się zbudować pierwszy, prowizoryczny kościół. Parafia Garbatka została erygowana w 1932. Otrzymała wezwanie Nawiedzenia Najświętszej Maryi Panny. Pierwszym proboszczem został ks. Wincenty Wojtaśkiewicz, który zmarł 9 października 1942 w szpitalu obozu Auschwitz-Birkenau.
W okresie II wojny światowej Garbatka stanowiła ważny węzeł kolejowy, którym przechodziły niemieckie transporty z zaopatrzeniem frontu wschodniego. W latach 1942 – 1944 partyzanci przeprowadzili w tym rejonie szereg udanych akcji dywersyjnych. W okolicy działał m.in. oddział Gwardii Ludowej im. D. Czachowskiego, który dokonał 9 udanych akcji kolejowych. 12 lipca 1942 wieś została spacyfikowana, do obozów koncentracyjnych przewieziono około 800 osób, przeżyło 46. Na placu w pobliżu części towarowej stacji Garbatka-Letnisko, z którego odjeżdżały transporty zatrzymanych, ustawiony jest pomnik ku pamięci ofiar. W 1965 roku przed stacją w Garbatce ustawiono pomnik ku czci partyzantów.
W latach 1942–1945 w Garbatce mieszkał profesor Leszek Kołakowski, który od 2000 r. był Honorowym Członkiem Stowarzyszenia Przyjaciół Garbatki. W Garbatce-Letnisko urodził się pianista jazzowy Andrzej Jagodziński i Krzysztof Kumor – aktor i prezes ZASP.
Współcześnie Garbatkę-Letnisko zamieszkuje ok. 3400 osób.
Honorowymi Obywatelami Gminy Garbatka – Letnisko są: Władysław Molenda ps. „Grab”, Jan Paweł II, z inicjatywy Stowarzyszenia Przyjaciół Garbatki – Leszek Kołakowski i Andrzej Jagodziński – oraz ks. prałat Stanisław Mnich.

## Oświata
- Zespół Szkół Drzewnych i Leśnych im. Jana Kochanowskiego[12]
- Centrum Kształcenia Ustawicznego[13]
- Publiczna Szkoła Podstawowa im. Królowej Jadwigi
- Przedszkole Samorządowe „Pod sosnową szyszką"

## Administracja
| SIMC    | Nazwa    | Rodzaj    |
| ------- | -------- | --------- |
| 0618645 | Letnisko | część wsi |
| 0618651 | Podlas   | część wsi |

## Turystyka
Przez Garbatkę przechodzą piesze szlaki turystyczne:
- niebieski: Maciejowice, PKS – Kozienice – Garbatka-Letnisko – Czarnolas – Janowiec
- zielony: Zwoleń – Pionki – Garbatka-Letnisko – Sieciechów – Dęblin – Kock
- żółty: Garbatka-Letnisko – Policzna – Antoniówka – Zwoleń

## Ludzie związani z Garbatką Letnisko
- Andrzej Jan Kumor – pisarz, myśliwy, inżynier budownictwa lądowego
- Krzysztof Kumor – aktor
- Andrzej Jagodziński – pianista
- Tadeusz Kordyasz – filozof